# Lukas Ehrle
Pour les articles homonymes, voir Ehrle.
Lukas Ehrle, né le 7 novembre 2004, est un coureur de fond allemand spécialisé en course en montagne. Il a remporté deux médailles individuelles aux championnats d'Europe de course en montagne et trail 2024.

## Biographie
Lukas Ehrle pratique la course à pied dès son enfance, en accompagnant ses parents lors de leur jogging. Il se met à la compétition dans des courses populaires et décroche rapidement ses premiers succès. Il se lance par la suite dans la discipline de course en montagne. Il crée la surprise en remportant la Belchen-Berglauf en 2019, âgé de seulement 14 ans. Il fait la connaissance de Timo Zeiler lors de la Hohenzollernlauf. Impressionné, ce dernier accepte de l'entraîner.
Lors des championnats d'Allemagne de course en montagne 2021 courus à Bad Kohlgrub, il réalise une solide course. Il remporte le titre national junior et remporte de plus la médaille d'argent en catégorie senior derrière le champion Maximilian Zeus.
Le 1er juillet 2022, il confirme ses bonnes performances en remportant le titre de champion d'Europe junior sur l'épreuve de montée aux championnats d'Europe de course en montagne et trail à El Paso.
Le 29 avril 2023, il confirme son talent pour la discipline en remportant son premier titre de champion d'Allemagne en catégorie senior lors des championnats d'Allemagne de course en montagne à Bühlertal.
Le 20 avril 2024, il confirme son statut de favori en défendant avec succès son titre de champion d'Allemagne de course en montagne à Zell am Harmersbach en battant son adversaire Maximilian Zeus. Le 31 mai, il prend un départ prudent sur l'épreuve de montée aux championnats d'Europe de course en montagne et trail à Annecy. Il accélère en fin de course et parvient à surprendre le Suisse Roberto Delorenzi pour s'emparer de la médaille de bronze. Deux jours plus tard, il court aux avant-postes sur l'épreuve de montée et descente. Au coude-à-coude avec Roberto Delorenzi pour la victoire, il ne parvient pas à doubler ce dernier et remporte la médaille d'argent pour seulement trois secondes de retard.

## Palmarès
| no  | masculin           | Course                                                           | Longueur | Départ            | Temps           |
| --- | ------------------ | ---------------------------------------------------------------- | -------- | ----------------- | --------------- |
| 2e  | Médaille d'argent  | Championnats d'Allemagne de course en montagne                   | 7,0 km   | 18 septembre 2021 | 32 min 24 s     |
| 1re | Médaille d'or      | Course de montagne de Gamperney                                  | 8,8 km   | 29 mai 2022       | 45 min 37 s     |
| 1re | Médaille d'or      | Course de montagne de l'homme mort                               | 10,4 km  | 23 juillet 2022   | 46 min 27 s     |
| 2e  | Médaille d'argent  | Championnats d'Allemagne de course en montagne                   | 8,4 km   | 2 octobre 2022    | 47 min 42 s     |
| 1re | Médaille d'or      | Championnats d'Allemagne de course en montagne                   | 9,9 km   | 29 avril 2023     | 38 min 43 s     |
| 1re | Médaille d'or      | YCC                                                              | 14,0 km  | 29 août 2023      | 1 h 22 min 23 s |
| 1re | Médaille d'or      | Course de montagne du Belchen                                    | 11,4 km  | 16 septembre 2023 | 47 min 50 s     |
| 1re | Médaille d'or      | Championnats d'Allemagne de course en montagne                   | 16,0 km  | 20 avril 2024     | 1 h 4 min 53 s  |
| 3e  | Médaille de bronze | Championnats d'Europe de course en montagne - Montée             | 7,6 km   | 31 mai 2024       | 42 min 37 s     |
| 2e  | Médaille d'argent  | Championnats d'Europe de course en montagne - Montée et descente | 16,0 km  | 2 juin 2024       | 1 h 11 min 31 s |
| 1re | Médaille d'or      | Trail du Saint-Jacques                                           | 17,7 km  | 15 juin 2025      | 1 h 3 min 48 s  |
| 5e  | 5e                 | Course de montagne du Grossglockner                              | 13,4 km  | 7 juillet 2024    | 1 h 13 min 46 s |
| 1re | Médaille d'or      | Montemuro Vertical Run                                           | 10,2 km  | 14 juillet 2024   | 52 min 32 s     |
| 1re | Médaille d'or      | Davos X-Trails Silver                                            | 23,6 km  | 27 juillet 2024   | 1 h 27 min 55 s |
| 1re | Médaille d'or      | ETC                                                              | 15 km    | 27 août 2024      | 1 h 19 min 56 s |
| 1re | Médaille d'or      | Mozart Half Marathon                                             | 23 km    | 7 juin 2025       | 1 h 35 min 38 s |
| 15e | 15e                | Broken Arrow Vertical                                            | 3,5 km   | 20 juin 2025      | 26 min 15 s     |
| 5e  | 5e                 | Broken Arrow Skyrace                                             | 22,9 km  | 22 juin 2025      | 1 h 45 min 19 s |
| 1re | Médaille d'or      | Championnats d'Allemagne de course en montagne                   | 9,7 km   | 29 juin 2025      | 59 min 32 s     |
| 1re | Médaille d'or      | Chongli Uphill Race                                              | 7,0 km   | 5 juillet 2025    | 35 min 13 s     |
| 3e  | Médaille de bronze | Chongli Classic Race                                             | 21,5 km  | 6 juillet 2025    | 1 h 40 min 17 s |

## Records
| Épreuve       | Épreuve       | Performance    | Date             | Lieu      |
| ------------- | ------------- | -------------- | ---------------- | --------- |
| 3 000 mètres  |               | 8 min 39 s 93  | 25 juin 2022     | Walldorf  |
| 3 000 mètres  | Piste courte  | 8 min 19 s 89  | 26 janvier 2024  | Boston    |
| 5 000 mètres  |               | 14 min 1 s 64  | 10 mai 2024      | Azusa     |
| 5 000 mètres  | Piste courte  | 14 min 12 s 75 | 10 février 2024  | Boston    |
| 10 000 mètres | 10 000 mètres | 28 min 40 s 22 | 24 mai 2025      | Pacé      |
| 10 kilomètres | 10 kilomètres | 29 min 31 s    | 31 décembre 2024 | Abensberg |